# Abbaye du Saint-Mont
Pour les articles homonymes, voir Saint-Mont (homonymie).
L’abbaye du Saint-Mont ou abbaye du mont Habend (monasterium Habendum) est une abbaye française catholique située à cheval sur les territoires des communes de Saint-Étienne-lès-Remiremont et Saint-Amé, communes françaises du département des Vosges, en Lorraine (620-1790). L'abbaye est installée à 672 m d'altitude, sur un sommet du massif du Fossard, situé au nord du confluent des vallées de la Moselle et de la Moselotte, dans une sorte de méandre formé de la Moselotte à l'est et de la Moselle à l'ouest.
En renonçant au monde, Saint Romary, l'un de ses fondateurs, n'avait finalement conservé de tous ses biens qu'une seule villa, dominée par un castellum au sommet d'une montagne: le futur Saint Mont désignés alors l'un et l'autre par le nom de Habend. Le castellum faisait partie d'un fisc royal, détenu par Romary à titre de bénéfice. Les souverains jouissaient des droits d'y aller résider et de s'y livrer aux plaisirs de la chasse et de la pêche. Charlemagne, Louis le Pieux et Lothaire Ier, y ont fait de fréquents séjours. Des actes royaux en sont datés,.
La fondation du monastère remonte en effet, d’après la tradition, à Saint Romary (ou Romaric) et Saint Amé. Ruiné une première fois, il aurait été relevé au milieu du Xe siècle par Richard de Saint-Vanne, abbé de l'Abbaye Saint-Vanne de Verdun, puis régi par un certain Anténor, qui mit les religieux sous la règle de saint Augustin. En 1619, l'abbesse de Remiremont, Catherine de Lorraine, introduisit au prieuré des bénédictins de la congrégation de Saint-Vanne et Saint-Hydulphe.

## Avertissement
Il convient de noter au préalable que certaines sources (légendes, récits de vie de saints, récits merveilleux, etc) qui nous renseignent sur l'origine et l'histoire primitive de ce monastère sont très marquées par le genre hagiographique : ce sont donc des textes parfois contestés et considérés comme discutables, souvent remaniés par d'anciens historiens ne possédant pas l'exigence moderne de la vérité historique exacte. Il est nécessaire d'aborder par conséquent certains aspects de l'histoire qu'ils racontent avec une certaine prudence,.

## Historique
Il faut insérer l'histoire de ce monastère de cette région des Vosges dans la grande Histoire de ce qui sera bien plus tard la France — l'histoire des fils de Clovis, des Mérovingiens puis des Carolingiens — et aussi dans le contexte de l'épopée des moines irlandais et de saint Colomban de Luxeuil), dont la fondation du monastère du Saint-Mont est une émanation.
Saint Romaric, seigneur à la cour de Clotaire II, fut converti par saint Amé qu'il suivit, en 617, au monastère de Luxeuil, adoptant la règle de saint Colomban, après avoir renoncé à ses richesses à l'exception du comté d'Habend soit la majeure partie de ce qui deviendra possession de l'abbaye de Remiremont après qu'il lui en aura fait donation
Saint Amé, moine du monastère de Saint-Maurice-d'Agaune (Suisse) fut amené au monastère de Luxeuil par Eustache de Luxeuil, abbé dudit monastère, puis fut ensuite le père spirituel et l'âme de ce premier monastère vosgien auquel il donna un style original et quelque peu différent de celui de Luxeuil, pendant que Romaric assurait son installation matérielle et son organisation. Sa règle fut sans doute d'abord la règle de Colomban, ensuite agrémentée de celle de saint Benoît. Fondation indépendante du monastère colombanien de Luxeuil, mais restant en filiation directe de celui-ci, un temps installée sur un versant du Saint-Mont, elle se fixa ensuite en son sommet, aménageant le lieu qui avait été un poste militaire (castrum habendum) (il existe plusieurs avis sur l’emplacement initial du monastère en différents lieux de la montagne) .
Il faut également souligner les racines royales de cette fondation, puisque la cour mérovingienne appuya sa création, que Charlemagne (dont l'ancêtre saint Arnoul de Metz, ami de Romaric et conseiller personnel de Dagobert, finit sa vie en ermite non loin du monastère du mont Habend/Saint-Mont) continua de la protéger et même de venir chasser dans les grandes forêts voisines du monastère. Romaric avait connu personnellement la célèbre reine Brunehaut (Brunehilde) et été un des acteurs de cette époque troublée et violente de l'histoire de France. Il fut aussi l'ami très proche de Pépin de Landen, fondateur de la lignée de Pépinides.
Fondé donc par un seigneur du roi, et un moine ascète, deux personnages-clé de l'époque, ce monastère fut le témoin de cette époque difficile où les moines ambitionnaient de donner l'exemple de la sainteté au peuple, mais restaient sous le contrôle des monarques qui ne voulaient pas être dépassés par cette nouvelle forme de pouvoir,,,,,,.
Romaric transmit à l'abbaye ses possessions de son comté de Habend, en particulier les bans de Ramonchamp, Longchamp, Vagney, Moulin, Bellefontaine, Arches, les prévôtés de Dompaire, Remoncourt, Valfroicourt, Bruyères, etc.

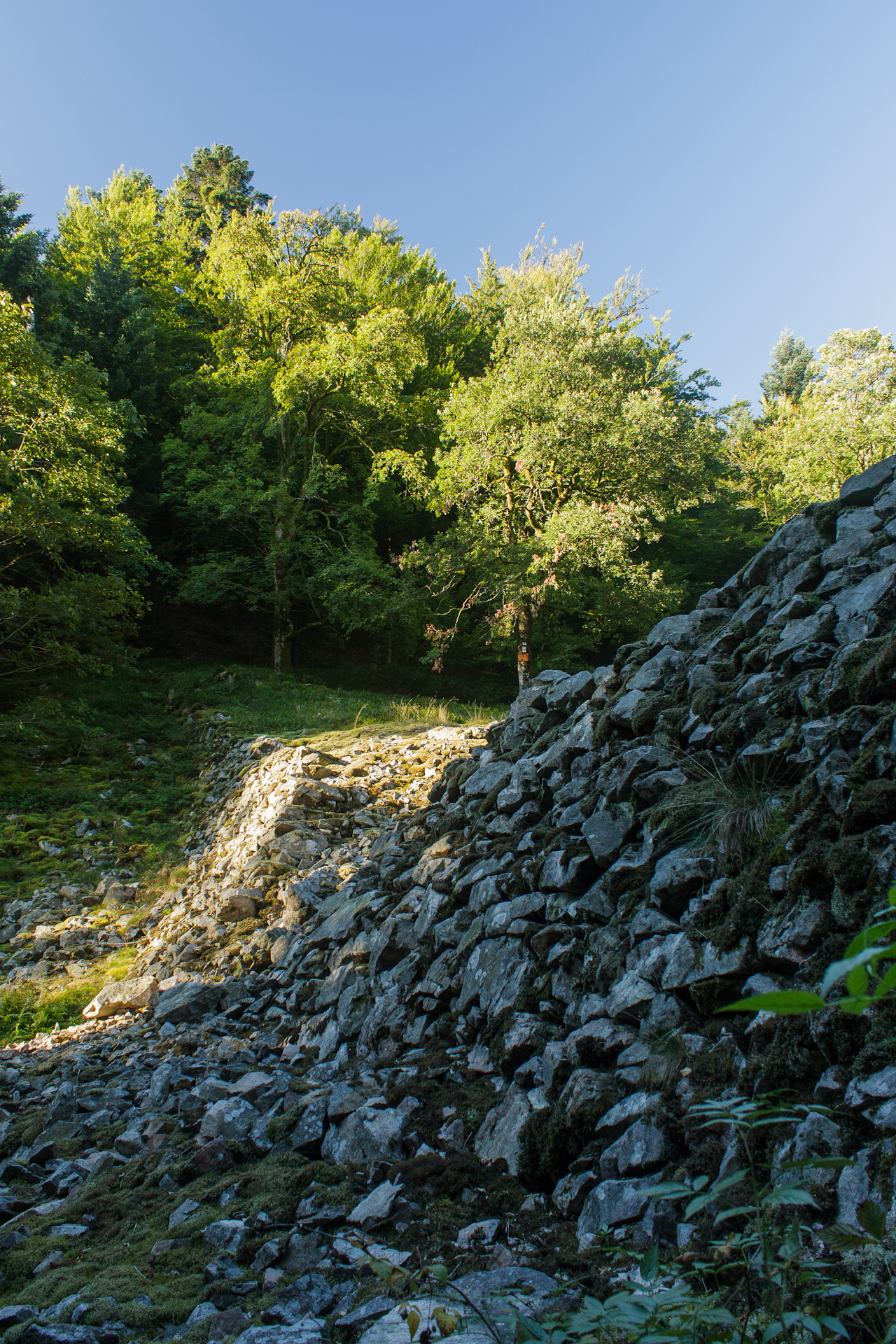
Pont des Fées.

Vers 620 une congrégation de femmes fut installée sur le site du mont Habend ou Saint-Mont, par Romaric et Amé. Dans la vallée, le monastère d'hommes suivit peu de temps après.
Ce double monastère — des moines dans la vallée et des moniales sur les hauts — fut dédié à saint Pierre. Cette notion de « monastère double » que l'on retrouve souvent dans les notices sur cette abbaye, est relativisée par certains historiens qui pensent qu'il s'agissait plutôt d'un petit groupe de moines (hommes) au service d'une grande communauté de religieuses (femmes)…
Cette montagne fut toujours occupée plus ou moins par de saints hommes et femmes et après l'abandon du monastère par les religieuses lorsqu'elles s'installèrent dans la vallée, des ermites, des moines, des chanoines, des bénédictins s'y succédèrent jusqu'à la Révolution,,,.
Avant son évangélisation, du fait de sa proximité avec la voie romaine « Bâle - Metz » ce site réalisé sur un ancien oppidum romain avait été fortifié avec l'installation d'un castrum.
Mémoire de l'époque de la fondation du monastère, l'ouvrage dit « Pont des Fées », également sur la commune de Saint-Amé, vestige des époques gallo-romaine et postérieures qui relie le Saint-Mont au Morthomme, montagne voisine, et permet de rejoindre le plateau du Fossard par le « Sentier des Moines », a été inscrit sur l'inventaire supplémentaire des monuments historiques par arrêté du 4 février 1988.
Romaric résidait au lieu-dit Saint-Romary.
Le monastère d'hommes aurait été construit à proximité, au lieu-dit Vieilles Abbayes.
L'appellation de Saint-Mont s'est progressivement substituée à mont Habend à partir de l'an 700. Cette nouvelle appellation confortait la réputation du monastère qui devint la plus importante communauté religieuse de toute la région. Certains historiens estiment son effectif à une centaine de personnes dès sa fondation (en comptant les domestiques et le petit personnel) pratiquant la Laus perennis introduite par saint Amé.
Cette « louange perpétuelle » consistait à chanter des psaumes en permanence et en se relayant par groupes de douze. Cela nécessitait un nombre important de moniales et l'on peut être certain que vers 850, la communauté comportait au moins 84 personnes pour permettre ce type d'organisation liturgique. Certains historiens pensent que la communauté était installée en plusieurs unités, isolées sur les versants de la montagne, permettant la pratique de cette louange perpétuelle. Ce type de pratique de prière nuit et jour se retrouve alors aussi en d'autres lieux, notamment en la fameuse et prestigieuse Abbaye de Saint-Denis – près de Paris - mais aussi en l'Saint-Maurice-d'Agaune (le monastère qui forma Saint-Amé), en l'Abbaye Saint-Martin de Tours, en l'Abbaye de Faremoutiers, etc.
L'origine de cette pratique liturgique remonte au monachisme grec du Ve siècle ap. J.-C. cf. p. 84 de l'Histoire du monastère de Luxeuil à travers ses abbés tome 1, par Gilles Cugnier, édit Gueniot, 2003).
Une des autres tâches importantes de ce premier monastère lorrain fut de faire sans cesse mémoire de leur origine, de prier pour la communauté des morts et des vivants, et de rédiger des « livres de vie », (liber mémorialis au IXe siècle et des obituaires (au XVe siècle), véritables témoins et justification sociale de l'existence de ce monastère, devenu plus tard un grand centre de prière au service du Saint-Empire romain germanique et de son empereur dans le cadre d'une confraternité de prières avec d'autres monastères,,,.
En 1406, Guillaume de la Perche, prieur de la communauté des chanoines réguliers du Saint-Mont fit ouvrir un livre des obits, ou obituaire, pour y inscrire les noms des bienfaiteurs du monastère et célébrer leur mémoire,.
Notons que lors de l’entrée en Lorraine des troupes françaises en 1672, les religieux du Saint-Mont estimèrent prudent de mettre la châsse des saintes reliques de l'abbesse sainte Claire à l’abri et la transportèrent à l’abbaye de Munster.
La chapelle Sainte-Claire au lieu-dit Saint-Romary a, elle, été bâtie vers 1730 par les chanoines qui habitaient le Saint-Mont. Celle-ci, comme en témoigne l’inscription au-dessus de sa porte, a été dédiée à sainte Claire, troisième abbesse du Saint-Mont et à saint Romaric, cofondateur du monastère.
Confisqué en 1790 comme tous les autres biens du clergé, le Saint-Mont fut vendu, en ruines, le 19 février 1819.
Le site archéologique, situé sur le sommet du Saint-Mont à cheval sur les communes de Saint-Étienne-lès-Remiremont et Saint-Amé a fait l’objet d’une inscription sur l’inventaire des sites, par arrêté du 25 janvier 1944, puis a bénéficié d’une inscription sur l’inventaire supplémentaire des monuments historiques par arrêté du 7 juillet 1995.

## Les religieux et religieuses du Saint-Mont

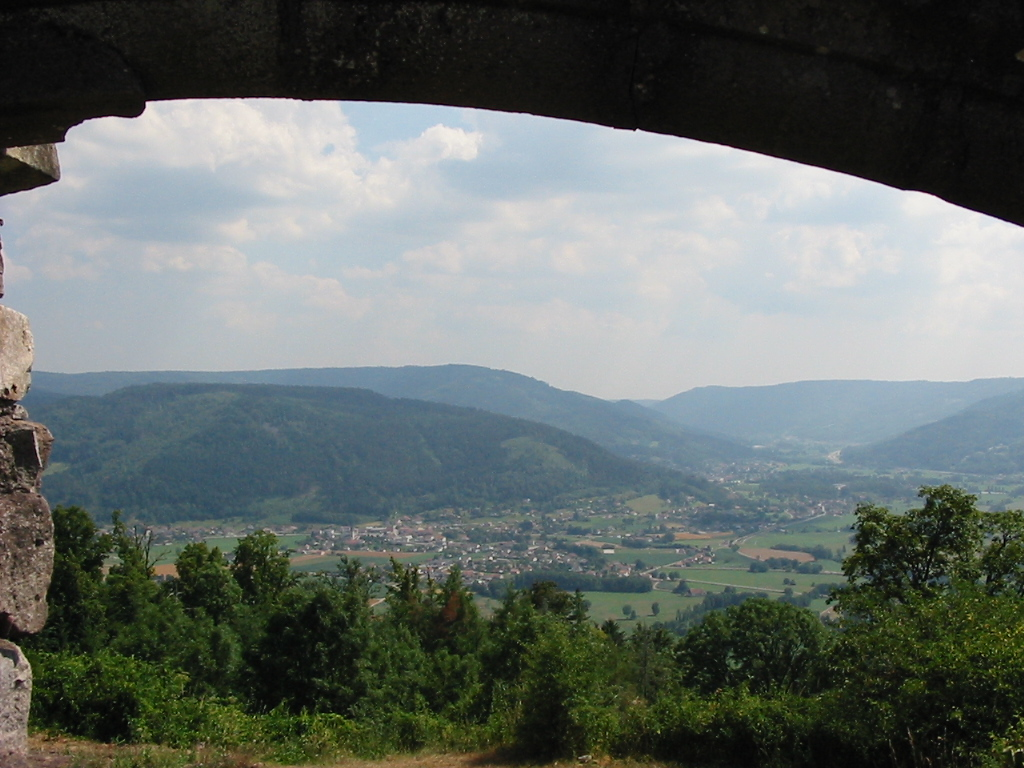
Vue de Dommartin-lès-Remiremont depuis le Saint-Mont.

En 818, « dans la dynamique carolingienne, le monastère quitte la montagne pour devenir l'abbaye de Remiremont, dans un espace plus ouvert ».
La date de 817-818 a pu être relativisée par certains historiens, qui proposent 821-822, sous l’abbesse Imma.
C'est la Réforme de Benoît d'Aniane, soutenue par Louis le Pieux, qui visait à unifier tous les monastères sous la seule règle de saint Benoît, qui contraignit les moniales du Saint-Mont à adopter un lieu plus favorable pour établir des bâtiments adaptés à la vie bénédictine, et est à l'origine de cette descente dans la vallée, et non pas la recherche d'une vie plus facile - celle-ci viendra plus tard, avec les fameuses chanoinesses de Remiremont -  même si l'installation dans la vallée favorisa effectivement une évolution vers une forme très différente de la vie religieuse et monastique, et de plus en plus éloignée de celle voulue par les Saints Fondateurs, délaissant entre autres sa mission de prière pour les vivants et les morts,.
Mais, en 917, les religieuses de Remiremont retournèrent au Saint-Mont pour s'y réfugier avant l’arrivée des Hongrois. Elles emportèrent avec elles les corps de Saint-Amé, Saint-Romaric et aussi de Saint-Adelphe, qui avait succédé à Saint-Romaric à la tête du monastère après sa mort en 653.
Les religieux du Saint-Mont canonisés sont en effets les trois premiers abbés (Saint-Amé,, Saint-Romaric, et Saint-Adelphe,) ainsi que l'ermite Saint- Arnoul,, évêque de Metz qui se retira sur le sommet voisin du Saint-Mont, le Morthomme, vers 630.
Les abbesses canonisées sont Sainte-Claire précédemment nommée Sigeberge  (troisième abbesse), Sainte-Sabine, Sainte-Gebétrude dite aussi Sainte-Gertrude, 
Sainte Gertrude de Remiremont 4e abbesse du Saint-Mont (+ 672), Sainte Macteflède dite aussi Sainte-Mafflée,, Sainte-Modeste, Sainte-Perpétue et Sainte-Salaberge.
Il est à noter ici que la tradition des « filles de Romaric », leur existence et leur abbatiat, est contestée par certains historiens.
Il ne faut pas en conclure cependant que le Saint-Mont fut totalement abandonné. En effet, comme on l'a souligné plus haut, un petit nombre de moines y résida encore pendant l'installation dans la vallée, évoluant vers une communauté de chanoines, qui connut plusieurs périodes plus ou moins importantes d'activité religieuse, sa situation particulière attirant dans son environnement plus ou moins immédiat ermites et petits groupes de religieux recherchant la sainteté dans la solitude et le retrait du monde. Parmi ces « fous de Dieu », certains sont connus et ont laissé quelques traces dans l'histoire (Richard de Verdun, Anthénor, Séhère et ses compagnons (on pourra consulter aux Archives de Remiremont l'intéressant document Histoire du Saint Mont, par un chanoine du chapitre de Remiremont et publié en 1867 par Vaca : tout cet ouvrage témoigne d'une réelle vie religieuse sur cette montagne)
Cette occupation sporadique et partielle de la Sainte Montagne évolua peu à peu vers la résidence permanente d'une communauté religieuse sous la règle des Chanoines de Saint-Augustin qui perdura en encadrant des pèlerinages actifs et très populaires en ce lieu sacré, et attirèrent les foules en nombre, et cette montagne connut une attirance extraordinaire et vivace (il subsiste encore aujourd'hui un pèlerinage à Saint-Amé).
Au fil du temps, la piété finit par se refroidir, et les religieux, au XIIe siècle, n'étaient pas devenus un modèle de sainteté et d'austérité… À la suite de l'action réformatrice de l'abbesse de Remiremont, Catherine de Lorraine, les Bénédictins de la Congrégation de Saint-Vanne et Saint-Hydulphe remplacèrent (malgré quelques turpitudes) les chanoines qui furent évincés, et le Saint-Mont devint ainsi en 1620 le dix-septième monastère de la congrégation de Saint-Vanne. Cette réforme nécessita d'importants travaux de démolition et de reconstruction du monastère (notamment la destruction du rocher supportant les deux chapelles de la Croix et du Saint-Sépulcre). Il fut ainsi établi un beau bâtiment conventuel, en redonnant un élan important à la vie religieuse de ce lieu sacré (et malgré parfois quelques relations problématiques avec les chanoinesses de l'insigne chapitre des nobles dames de Remiremont)…
Il resta cependant un petit prieuré et onze chanoines réguliers jusqu'en mars 1791, date à laquelle il fut vendu, puis peu à peu détruit.
Il ne subsiste actuellement que quelques traces des fondations des derniers bâtiments, et une grosse maison forestière qui côtoie une petite chapelle reconstruite par un certain Charles Galmiche, inspecteur des forêts, qui tenta, sans succès, l'acclimatation sur la butte rocheuse à l'emplacement de l'ancienne église monastique d'un troupeau de lama que lui avait remis la Société d'acclimatation de Nancy,,,…

## Les recherches réalisées sur l'ancien prieuré

### Reliques et images des saints et saintes, et mobilier témoignages de l'ancien prieuré

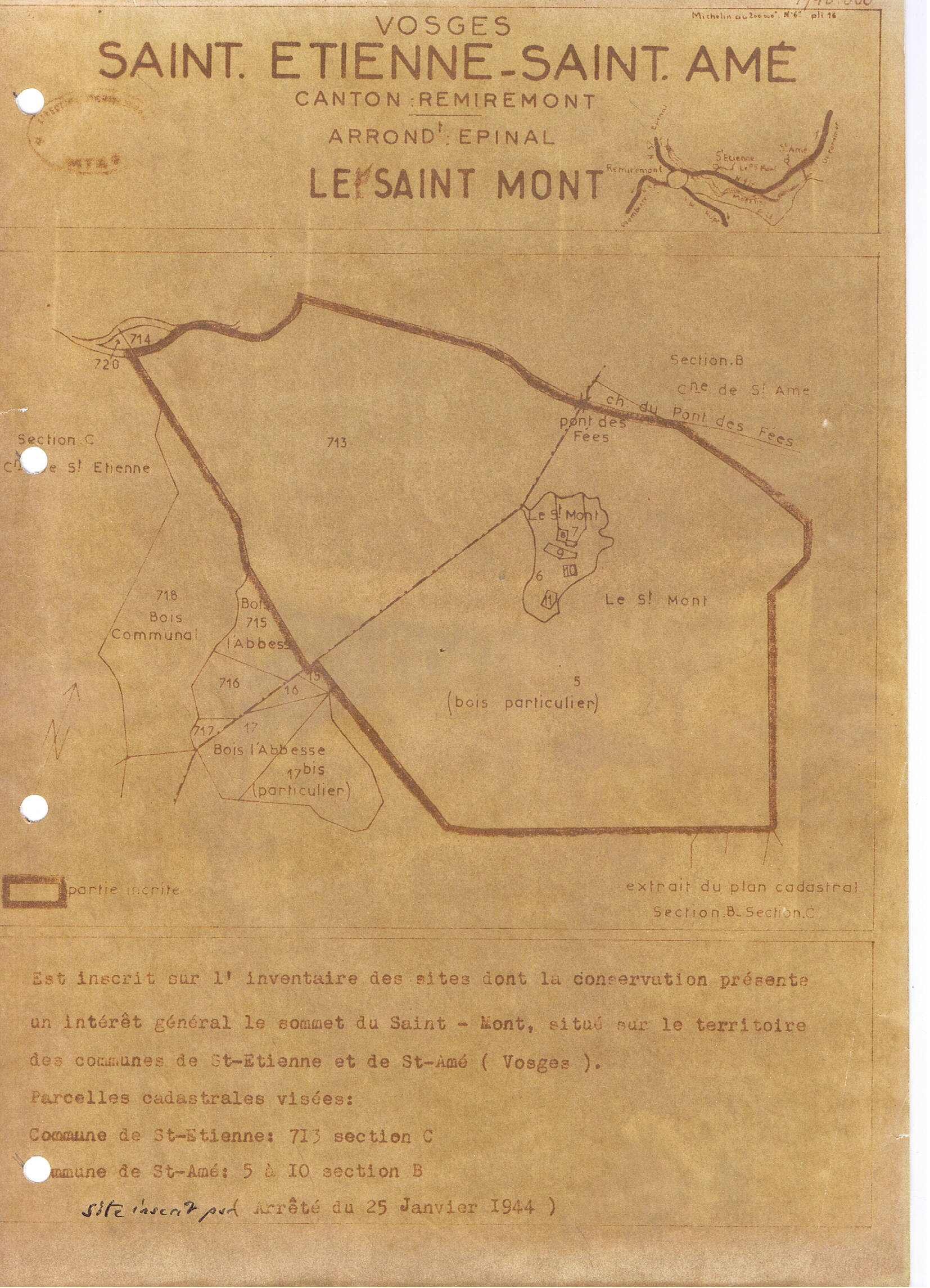
Site du « Saint-Mont », document non sourcé.

Des reliques dispersées, il subsiste encore des ossements de sainte Salaberge, sainte du Saint-Mont, à Gondrecourt-le-Château et à Moyenvic qui est représentée dans un vitrail du transept sud de l'église des Dames de Remiremont.
L'inventaire des statues et images a permis de constater que 14 paroisses autour de Remiremont privilégient la représentation iconographique de saint Amé, saint Romary et sainte Claire.
On peut notamment voir une statue du XVIe siècle dans la chapelle de l'hôpital de Remiremont, représentant saint Romary portant la couronne des princes du Saint-Empire. Ou encore l'image du même saint Romary, en fondateur du monastère de Mont Habend, éditée pour illustrer un recueil de cantiques à l'usage des participants à la procession des Kyriolés, conservé au musée de Remiremont.
Un vitrail de l'église de l’invention de Saint-Étienne, placé en souvenir du 2e centenaire de l’église de l’invention de Saint-Étienne (XVIIIe siècle) consacrée en 1759, nous fournit également une représentation de sainte Claire.
Le recoupement des divers inventaires et recherches sur l'ancien prieuré du Saint-Mont permet de reconstituer un certain nombre d'objets classés monuments historiques, au titre des objets mobilier :
- croix de procession du XIVe siècle[81] ;
- reliquaire du XIVe siècle[82] ;
- Vierge à l'Enfant dite Notre-Dame de Mai[83] ;
- statue de sainte Claire, sainte du Saint-Mont dans l’église de Rupt-sur-Moselle, représentée par une abbesse portant la crosse et le livre[84],[85] ;
- bras-reliquaire de sainte Claire du Saint-Mont, que l'on dirait imité directement de la statue d’argent, décrite par dom Gesnel : il s’agit d’un bras dont la main droite présente un globe oculaire avec l’œil ouvert[86].

Signalons également les colonnes du XIe siècle ou même antérieures, réemployées dans l'ancienne écurie de la ferme Saint-Romary au XVIIIe siècle, et aujourd’hui conservées dans le restaurant Le Saint-Romary, provenant d’après la tradition du monastère d’hommes, fondé par saint Romaric,.
Et enfin, à l'intérieur de la chapelle Sainte-Claire au lieu-dit Saint-Romary, de chaque côté d’une petite lucarne, on peut voir deux petites têtes en pierre, sculptées, de 18 cm de haut incrustées dans la maçonnerie, provenant vraisemblablement du monastère d’hommes fondé par saint Romary.
Les représentations de sainte Claire et de sainte Sabine font toujours l’objet d’une grande vénération dans les Hautes-Vosges, comme en témoignent la statuaire.

### Les recherches effectuées pour une meilleure connaissance du site du Saint-Mont

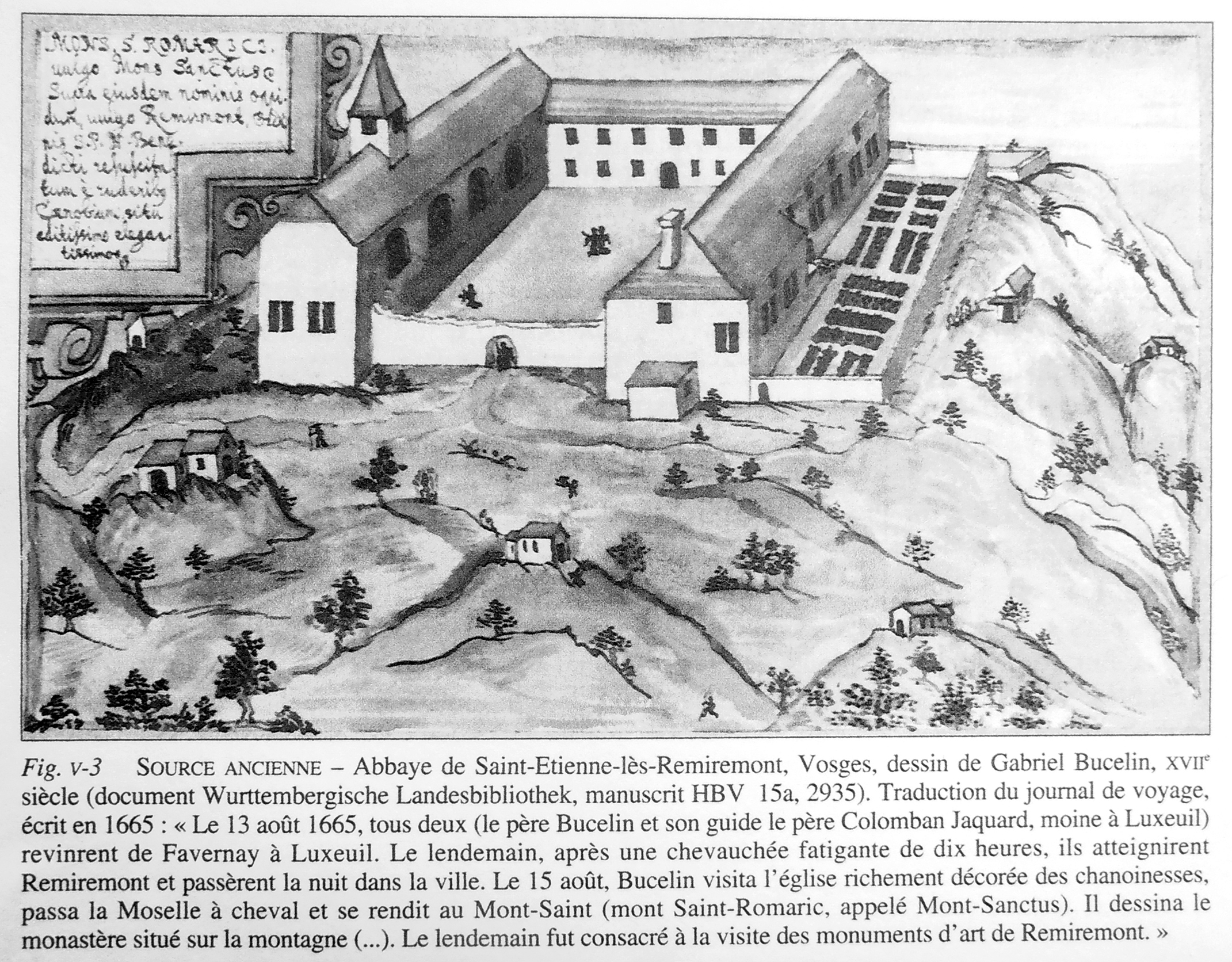
Gabriel Bucelin, L’Obituaire du Saint-Mont (1406), 1665, aquarelle, Stuttgart, bibliothèque d'État de Wurtemberg.

- Par le Conseil général de la Somme (Archives départementales, Photographies de la Société des antiquaires de Picardie)[90] :
  - vue du rocher qui occupait tout le devant de la maison et de l’église du Saint-Mont. Il a été détruit pour former la plate-forme en 1745 (c : chambre dite de sainte Claire)[91] ;
  - plan du rez-de-chaussée de l’ancien prieuré du Saint-Mont[92] ;
  - prieuré du Saint-Mont : dessin des ruines[93].
- L’Obituaire du Saint-Mont (1406), 1665, aquarelle de Gabriel Bucelin[94]. Le Saint-Mont[95],[96] (Éditions en ligne de l'École des chartes (ELEC)[97].
- Une communauté canoniale isolée pour mieux prier à l’image des fondateurs[98].

### Les recherches archéologiques

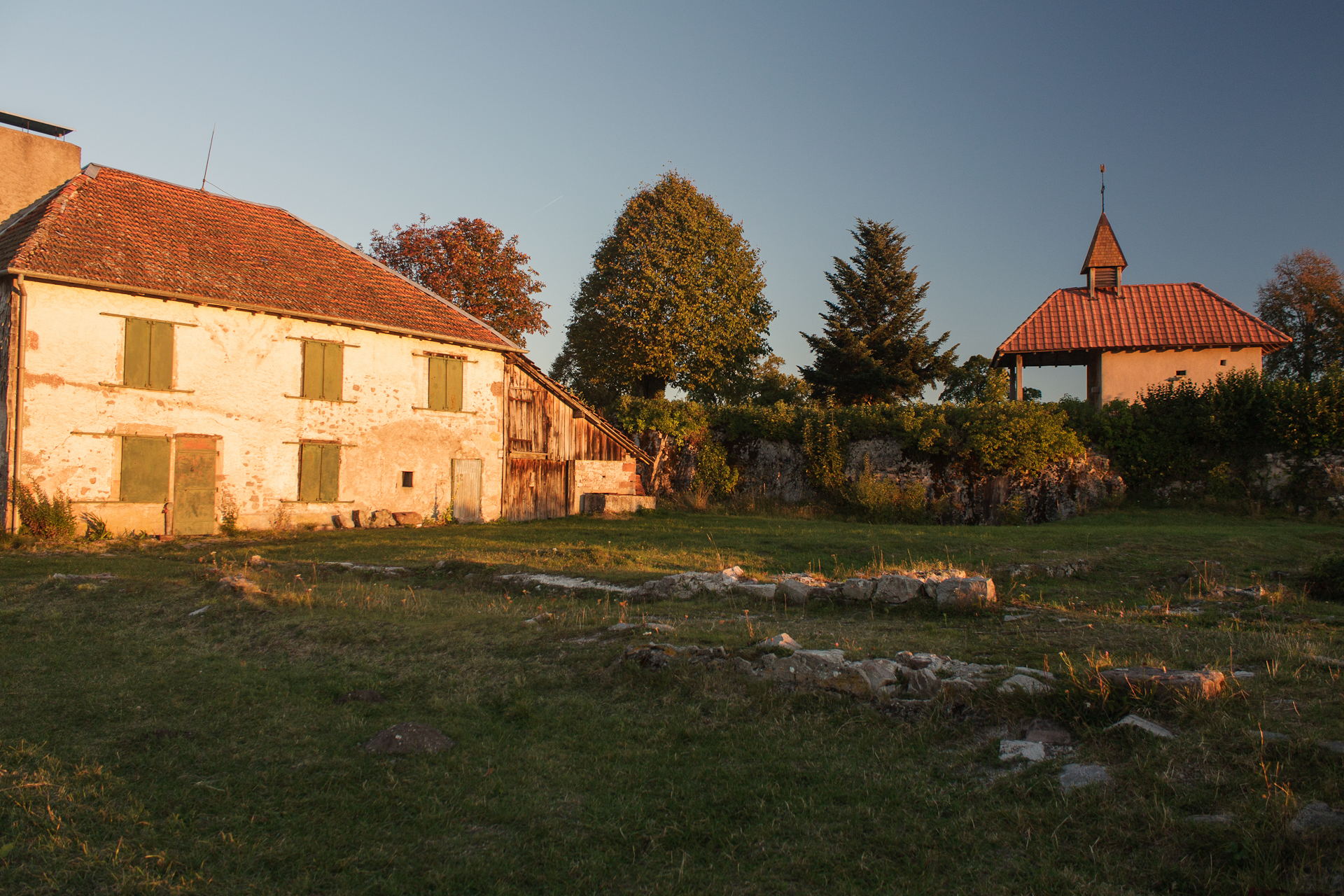
Site archéologique du Saint-Mont.

Les premières fouilles archéologiques ont été menées dans les années 1960 à l'emplacement du prieuré par le groupe archéologique de la section de Remiremont du Club vosgien, en particulier par Monsieur Rouillon, de Saint-Étienne, aidé par son fils. Monsieur Févotte, directeur d'école à Cornimont, y apporta son concours en 1969. Ces recherches étaient placées sous le contrôle de Monsieur Billoret, directeur de la 8e région archéologique,.
Après Mgr Rhodain et Émile Rouillon, et ce depuis 1983, un programme de recherche sur les bâtiments monastiques a été mis en place par le ministère de la Culture,,.

### La faune, la flore et les paysages

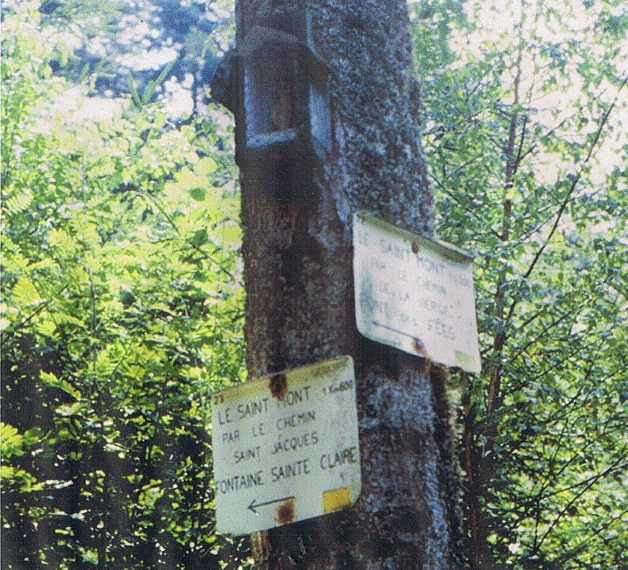
Signalisation du Club vosgien.

Comme indiqué ci-avant, le site archéologique, a fait l’objet d’une inscription sur l’inventaire des sites, par arrêté du 25 janvier 1944.
L'évolution de la législation et la qualité des études menées pour la protection de la faune, la flore et les paysages, a permis par la suite d'élargir les éléments de protection. À ce titre un inventaire des oiseaux a été réalisé, et leur territoire délimité par arrêté du 30 juillet 2004 portant désignation du site Natura 2000 pour le Massif vosgien (Zone de protection spéciale).
L'importance de la forêt à toutes les époques est par ailleurs confirmée par des documents d'archives.
L'organisation du « Trail du Saint-Mont », parcours pédestre de 17 km avec des difficultés croissantes, prévu à partir de 2016, contribuera lui à la valorisation des sites paysagers.